# Paweł Stempel
Paweł Stempel (* 6. August 1987) ist ein polnischer Leichtathlet, der sich auf den 100-Meter-Lauf spezialisiert hat.
Stempel erzielte seine besten internationalen Resultate zunächst als Mitglied der polnischen 4-mal-100-Meter-Staffel. Bei den Leichtathletik-Europameisterschaften 2010 in Barcelona nahm er die Position des Startläufers ein und belegte zusammen mit Dariusz Kuć, Robert Kubaczyk und Kamil Kryński den fünften Platz. Bei den Leichtathletik-Weltmeisterschaften 2011 in Daegu wurde die Staffel in der gleichen Besetzung Vierte. Im selben Jahr war Stempel polnischer Meister im 100-Meter-Lauf geworden.
Stempel ist 1,72 m groß, wiegt 80 kg und startet für den Azs-Awf Biała Podlaska.

## Bestleistungen
- 100 m: 10,30 s (+1,4 m/s), 10. Juni 2010, Siedlce
- 200 m: 20,97 s (−0,4 m/s), 10. Juni 2010, Siedlce